# Patrick El Mabrouk
Patrick El Mabrouk (ur. 30 października 1928 w Tagla w Algierii, zm. 3 lutego 1994 w Paryżu) – francuski lekkoatleta, średniodystansowiec, wicemistrz Europy z 1950.
Był Algierczykiem, lecz występował w reprezentacji Francji, gdyż Algieria nie była wówczas niepodległa.

## Kariera sportowa
Zdobył srebrny medal w biegu na 1500 metrów na mistrzostwach Europy w 1950 w Brukseli, przegrywając jedynie z Wimem Slijkhuisem z Holandii, a wyprzedzając Billa Nankeville’a z Wielkiej Brytanii.
Zwyciężył w biegu na 800 metrów, biegu na 1500 metrów i sztafecie 4 × 400 metrów (w składzie: Jacques Degats, Michel Clare, Jean-Paul Martin du Gard i El Mabrouk) na igrzyskach śródziemnomorskich w 1951 w Aleksandrii.
Na igrzyskach olimpijskich w 1952 w Helsinkach El Mabrouk zajął 5. miejsce w biegu na 1500 metrów i odpadł w eliminacjach biegu na 800 metrów. Odpadł w eliminacjach biegu na 800 metrów na mistrzostwach Europy w 1954 w Bernie.
Był mistrzem Francji w biegu na 800 metrów w 1951, 1953, 1954 i 1955 oraz w biegu na 1500 metrów w latach 1949–1953.
Dwukrotnie poprawiał rekord Francji w biegu na 1500 metrów do wyniku 3:46,0 (26 lipca 1952 w Helsinkach). Jego rekord życiowy w biegu na 800 metrów wynosił 1:50,1 (8 lipca 1951 w Colombes).